# Schwedentrunk

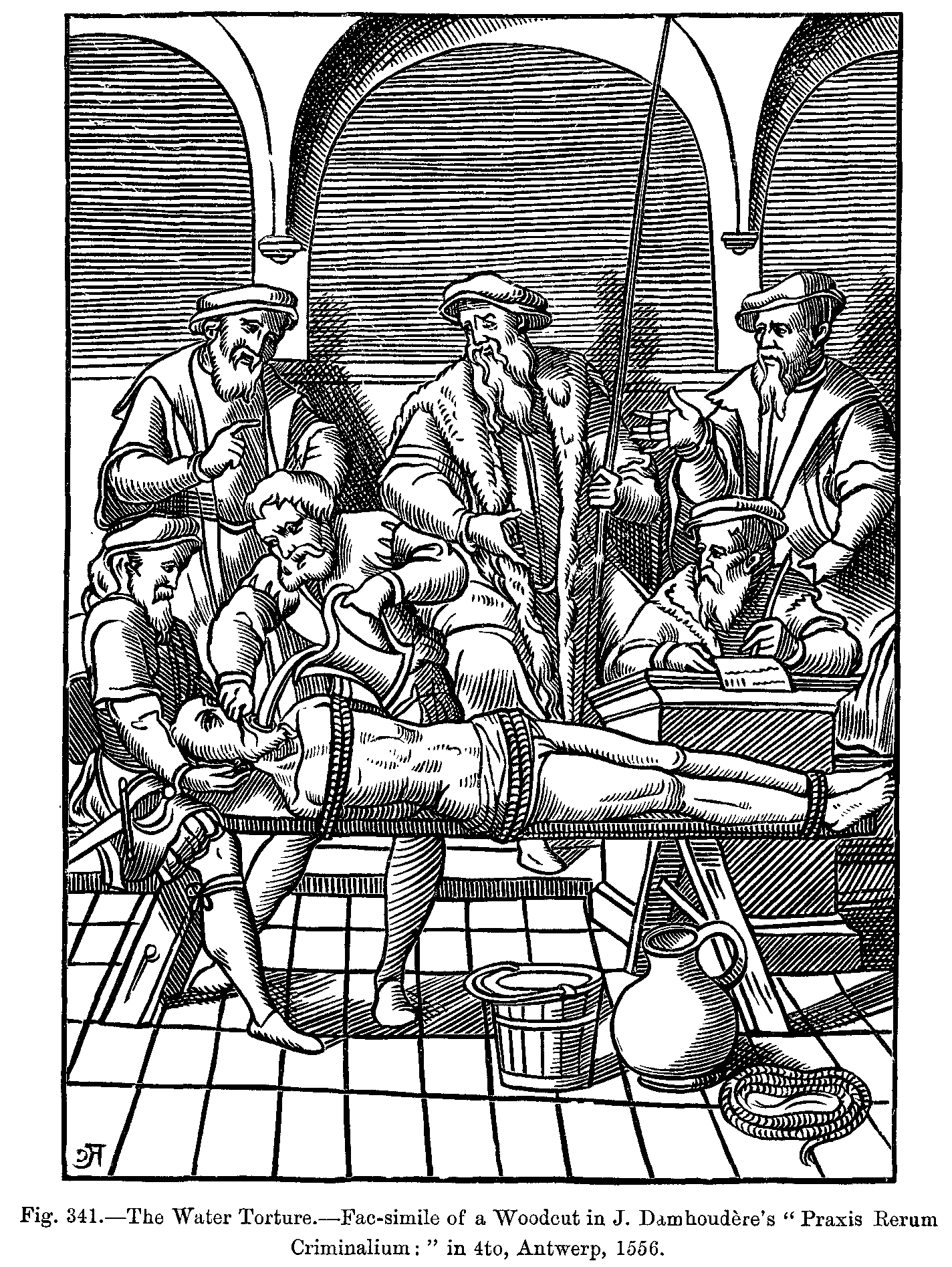
Wasserfolter. Holzschnitt von 1556

Der Schwedentrunk war eine während des Dreißigjährigen Krieges häufig angewandte Foltermethode, bei der dem Opfer Jauche oder Wasser, oft auch vermischt mit Urin, Kot und Schmutzwasser, über einen Eimer oder Trichter direkt in den Mund eingeflößt wurde.

## Auswirkungen
Neben dem dadurch erregten Ekel und Abscheu sowie der Möglichkeit bakterieller Infektionen verursachte der Schwedentrunk Erstickungsängste sowie starke Magen- und Bauchschmerzen. Auch verätzte die Jauche die Speiseröhre des Opfers. Das regelmäßige Eindringen von Flüssigkeit und Feststoffen über die Luftröhre in die Lungen mit der Folge einer in der Regel tödlichen Lungenentzündung ist bei den Umständen solcher Folterungen stark anzunehmen. Die Qualen konnten dadurch verstärkt werden, dass der Bauch mit Brettern zusammengepresst wurde oder die Folterer auf dem Bauch des Opfers herumsprangen und -trampelten.

## Vorkommen

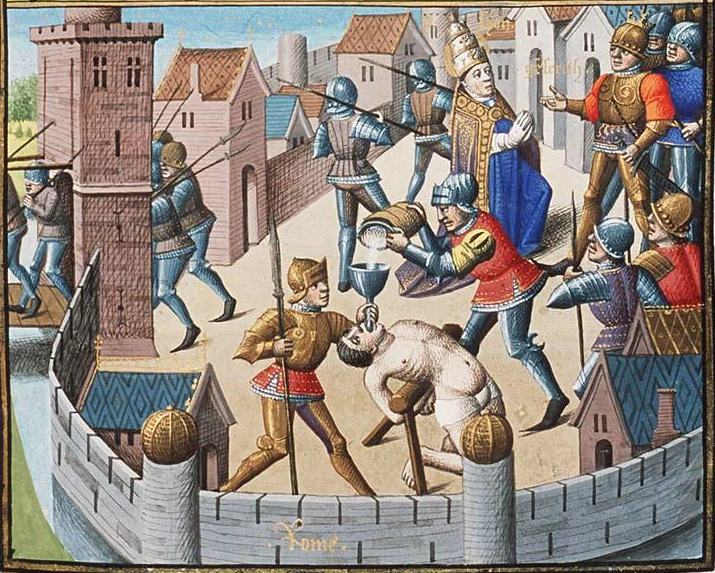
Wasserfolter, Miniatur, ca. 1475 (Papst Leo der Große überredet den Vandalenkönig Geiserich, bei der Plünderung Roms schonender vorzugehen).

Die Anwendung dieser Methode durch Söldner des schwedischen Heeres war namensgebend, sie wurde auch von der Soldateska anderer Truppen und plündernden Marodeuren praktiziert. Darstellungen der Wasserfolter finden sich auch in Werken der bildenden Kunst, die teilweise lange vor dem Dreißigjährigen Krieg entstanden sind.
Hans Jakob Christoffel von Grimmelshausen beschrieb die Methode in seinem zeitgenössischen Roman Der abenteuerliche Simplicissimus (I. Buch, IV. Kapitel) folgendermaßen:

„Den Knecht legten sie gebunden auff die Erd, stecketen ihm ein Sperrholtz ins Maul, und schütteten ihm einen Melckkübel voll garstig Mistlachen-wasser in Leib, das nenneten sie ein Schwedischen Trunck.“

Peter Thiele, Stadtschreiber von Beelitz, lieferte ebenfalls eine Darstellung der Folter:

„Da haben die reuber und mörder ein Holt genohmmen den armmen leutten solches im halße gestocken, umbgerühren, waßer eingegoßen, sandt darzu eingeschutten, ja wohl menschen koth und die leutte jämmerlich gequelen umb Gelde, wie den eine Bürger in Beelitz, David Örtel genannt, wiederfahren und balde davon gestorben.“

## Rezeption
- Ein Gedichtband von Ulrich Horstmann aus dem Jahr 1989 trägt den Titel Schwedentrunk.